# Słopnice
Słopnice est une gmina rurale du powiat de Limanowa, Petite-Pologne, dans le sud de la Pologne. Son siège est le village de Słopnice, qui se situe environ 6 km à l'ouest de Limanowa et 50 km au sud-est de la capitale régionale Cracovie.
La gmina couvre une superficie de 56,74 km2 pour une population de 5 917 habitants.

## Géographie
La gmina borde la ville de Limanowa et les gminy de Dobra, Kamienica, Limanowa et Tymbark.